# Ayacucho (cratère)
Pour les articles homonymes, voir Ayacucho (homonymie).
Le cratère Ayacucho est un cratère d'impact de 2,59 km de diamètre situé sur Mars dans le quadrangle d'Arcadia. Il a été nommé en référence à la ville d'Ayacucho en Bolivie.